# Zatychchia
Zatychchia (ukrainien : Затишшя, russe : Затишье) est une commune urbaine de l'oblast d'Odessa, en Ukraine. Elle compte 3 516 habitants en 2021.